# 南アメリカ大陸

南アメリカ大陸

南アメリカ大陸（みなみアメリカたいりく）は、アメリカ大陸のうち、パナマ地峡より南側の部分である。東は大西洋、西は太平洋に面していて、北は北アメリカ大陸とパナマ地峡で接する。南米大陸（なんべいたいりく）とも呼ばれる。
ゴンドワナ大陸が分裂して生成した。
約3000万年前に南極大陸と分離してから、約200万年前にパナマ地峡ができるまで、孤立大陸であったため、独特の動植物が進化し、固有種が多い。また、ギアナ高地やアマゾンなどの熱帯雨林も、種の多様性に大きく貢献している。
生物地理区的には、中央アメリカ南部とともに新熱帯区に区分される。
- 最北端：ガイナス岬（コロンビア）北緯12度27分31秒、西経71度40分8秒
- 最南端：フロワード岬（チリ）南緯53度53分47秒、西経71度17分40秒
- 最西端：パリニャス岬（ペルー）南緯4度40分58秒、西経81度19分43秒
- 最東端：セイシャス岬（ブラジル）南緯7度9分19秒、西経34度47分35秒